# Чистяков, Дмитрий Иванович
Дмитрий Ива́нович Чистяко́в (6 февраля 1830, село Никольское Даниловского уезда Ярославской губернии — 30 августа 1912, Ярославль) — ярославский городской голова с 16 мая 1906 по 22 февраля 1909 года.

## Биография
Отец — священник, Иван Семенович Чистяков, служил главным образом в храме села Воскресенское в Куклином углу Даниловского уезда Ярославской губернии, был награжден орденом св. Владимира 4 степени, получив тем самым право на потомственное дворянское достоинство.
Д. И. Чистяков учился в Ярославской духовной семинарии, в 1854 году поступил на службу канцелярским служителем в правление 5-го округа путей сообщения. Служил чиновником в железнодорожном ведомстве. В 1863—1867 годах служил секретарём в Ярославской палате гражданского суда. Затем в земстве. В 1872 году избран почетным мировым судьёй Ярославского округа. В 1881—1891 годах служил участковым мировым судьёй. Был председателем и непременным членом Ярославского съезда мировых судей.
Также с 1870 года состоял гласным городской Думы, участвовал в работе думских комиссий: по общим вопросам, исполнительной, санитарной, водопроводной, народного здравия, ревизионной для проверки отчётов городской управы, оценочно-раскладочной по оценке недвижимых имуществ для обложения их налогами, ревизионной для проверки отчетов городского общественного банка. Одновременно являлся членом губернского по земским и городским делам присутствия и принимал участие в обсуждении дел городского общественного управления. Также он представлял город в Ярославской уездной земской управе для проверки правильности оценки недвижимых имуществ между городами губернии, был членом губернского по квартирному налогу присутствия и комиссии для предварительного рассмотрения проекта росписи доходов и расходов города Ярославля.
Занимался адвокатурой. В кризисной для города и городских властей ситуации, когда более полугода городская дума не могла выбрать городского голову, в 1906 году согласился занять этот пост.
Дружил с семьёй председателя Ярославской палаты гражданского суда Алексея Алексеевича Кузмина и был крестным отцом его сына Михаила.
Имел в Ярославле каменный дом с флигелем (Волжская набережная, 29), а также деревянный дом с флигелем и 138 десятин земли в Кинешемском уезде Костромской губернии.
30 августа 1912 года умер от грудной жабы. Отпет в Николо-Надеинской церкви Ярославля. Похоронен на Леонтьевском кладбище Ярославля.

### Деятельность на посту городского головы
16 мая 1906 года 33 голосами против 10 был избран городским головой Ярославля. На своём посту пытался отстаивать интересы города, умел разрешать конфликтные ситуации между городским управлением и населением Ярославля. Работал над развитием системы образования, здравоохранения, коммуникаций.
В годы его работы в Ярославле были открыты учительский институт, 2-е Духовское начальное женское училище, начальное училище при городском Александровском доме призрения сирот-мальчиков.
В 1906 году городское управление ходатайствовало перед министерством народного просвещения об открытии реального училища. На городские средства для этих целей было приобретено имение Соболевых на Пробойной улице. Когда выяснилось, что для училища эти помещения не подходят, принято было решение уступить под него здание на Парадной площади, где размещались городские дума и управа (сейчас — гл. корпус Ярославского медицинского университета), а самой думе со всеми учреждениями переехать в неудачно купленный, более скромных размеров дом Соболевых (ныне — Советская улица, 19). Для оборудования бывшего здания думы под реальное училище городская дума ассигновала 163 тысячи рублей, полученных по займу, а губернское земство выделило на эти цели 50 тысяч рублей.
С 1906 года в городе проводилось расширение трамвайной сети, к ней присоединялись окраины. Было организовано грузовое товарное движение по путям электрического трамвая с применением в качестве двигателей электромоторов и вагонов товарного и пассажирского типов. 22 октября 1906 года городская управа и Бельгийское анонимное общество трамваев и применений электричества заключили договор на освещение Ярославля электрическими дуговыми фонарями; освещение было произведено. В 1906 году установлено телефонное соединение Ярославля с Москвой.
28 июля 1906 года потомственная почётная гражданка Ярославля Евпраксия Георгиевна Оловянишникова предоставила в собственность города принадлежащую ей землю по Пошехонской улице со всеми постройками при условии, что там будет устроена городская детская больница. 5 сентября 1906 года больница на 10 кроватей открылась.
В 1907 году в городе были приняты энергичные меры, способствовавшие устранению угрозы эпидемии холеры. Была создана городская санитарно-исполнительная комиссия под руководством городского головы.
Была значительно расширена городская водопроводная система, рассматривался вопрос о строительстве канализации, были расширены городской ассенизационный обоз и скотобойни. С 1908 года шла подготовка к устройству на городском водопроводе фильтровальной станции. Был открыт второй ночлежный дом.
В 1908 году в Ярославле учреждена товарная биржа.
В 1906 году Чистяков был награжден орденом Св. Станислава 2 степени, а в 1909 году орденом Св. Владимира 4 степени.
В 1909 году оставил пост городского головы. Несмотря на преклонные годы, продолжал жить городскими заботами и интересами.

## Семья
Был женат дважды. Первым браком на купеческой дочери Александре Яковлевне Холщевниковой. Дети Сергей (1860), Дмитрий (1862), Иван (1865), Наталия (1872), Александра (1875). После смерти Александры Яковлевны женился на Александре Ивановне Якубовской, потомственной дворянке.
Сергей Дмитриевич Чистяков — генерал-лейтенант, служил в Генеральном штабе. Участник Первой мировой войны. В украинской армии с 31.07.1918. На 21.11.1918 в общем списке офицеров генштаба Украинской Державы, генеральный значковый (Житомир). Его сыновья Александр и Дмитрий несли службу в Павловском лейб-гвардии полку. Дмитрий Чистяков награжден болгарским орденом «За военные заслуги».
Иван Дмитриевич Чистяков закончил Петербургский университет и Павловское военное училище. Сделал военную карьеру. Участвовал в Первой мировой войне. Эмигрировал в Польшу, проживал в Луцке. Скончался 15 мая 1939 года. Жена И. Д. Чистякова Мария Константиновна была дочерью Константина Константиновича Прохорова из династии Прохоровых, владельцев Трёхгорной мануфактуры. Дочь И. Д. Чистякова Екатерина Ивановна (15.09.1903 — 6.08.1979) более 30 лет работала в Государственном Комитете по радиовещанию и телевидению при Совете Министров СССР. Его сын Дмитрий Иванович Чистяков (11.09.1907 — 1972) принимал участие в боевых действиях в Монголии, Финляндии, в присоединении к СССР восточной Польши (1939). Участвовал в Великой Отечественной войне.